# دون باركر
دون باركر (بالإنجليزية: Don Barker)‏ هو ممثل أسترالي، ولد في 8 مارس 1940 في أستراليا.

## أعمال

### أفلام
- (1981) غاليبولي

## وصلات خارجية
- دون باركر على موقع IMDb (الإنجليزية)
- دون باركر على موقع قاعدة بيانات الفيلم (الإنجليزية)